# Фельберт
Фельберт (нім. Velbert) — місто в Німеччині, знаходиться в землі Північний Рейн-Вестфалія. Підпорядковується адміністративному округу Дюссельдорф. Входить до складу району Меттман.
Площа — 74,9 км2. Населення становить 81 564 ос. (станом на 31 грудня 2020).